# استریپر
استریپر (به انگلیسی: Stripper) یا رقاص برهنه شخصی است که شغلش اجرای رقص برهنه در سرگرمی‌گاه‌های همگانی بزرگسالان، مانند استریپ کلاب، باشد. گاهی یک استریپر ممکن است مزدگیر باشد تا در یک مهمانی تازه‌دامادی یا در رویداد خصوصی دیگری، از جمله جشن‌های مجردی که در آمریکا رواج دارد.
در شکل‌های نوینِ آمریکایی‌شدهٔ استریپینگ، ارتباط استریپرها با مشتریان کاهش یافته و شتاب در برهنه شدن افزایش یافته است. البته ممکن است برهنه شدن کامل نباشد ولی اگر منع قانونی وجود نداشته باشد کاملاً برهنه هم رواج دارد. با اضافه شدن تیرک برلسک به رقص برهنه، تمایل به اجرای حرکات آکروباتیک بیشتر شده است و نمایاندن بدون تعارف در مقایسه با سبک برلسک افزایش یافته است.

## محیط کار
رقاص‌های برهنه به دلایل مختلفی اجرا انجام می‌دهند، برای مثال یکی از دلایل انجام آن کسب ثروت است. جذابیت جسمانی و جذابیت جنسی زن تعیین می‌کند که در چه بخشی می‌تواند به عنوان رقصنده کار کند.

### کار درون کاباره
رقاص‌های برهنه سعی می‌کنند برای خودشان یک کاباره پیدا کنند تا در آنجا کار کنند. در برخی از حالات با جذب مهاجرین غیرقانونی یا توقیف مدارک رقاص‌ها اقدام به کار اجباری می‌کنند. در کاباره‌ها کار به چند شکل؛ سرو کننده مشروب، ویتر، پل دنسر (رقاص میله) و اتاق‌های اختصاصی شکل می‌گیرد.

### کار بیرون از کاباره
رقاص‌های برهنه می‌توانند قرارداد ببندند و بیرون از کاباره کار کنند.